# Peleus-incidens
Az úgynevezett Peleus-incidens 1944. március 13-án történt a második világháborúban, amikor egy német tengeralattjáró az Atlanti-óceánon elsüllyesztett egy kereskedelmi hajót, majd megpróbálta módszeresen eltüntetni a nyomokat és a túlélőket. Emiatt a búvárhajó parancsnokát és két társát a háború után kivégezték.

## A támadás
A Peleus egy 6 659 BRT vízkiszorítású görög teherhajó volt, amely a brit háborús szállítási minisztérium megbízásából járta a tengereket. Utolsó útjára 1944. március 8-án indult a libériai Freetownból. A hajó nem szállított rakományt, úti célja Dél-Amerika volt. A Buenos Airesbe tartó hajó kapitánya a görög Minasz Mavrisz volt. A fedélzeten tartózkodó 35 tengerészből 18 görög, nyolc brit, három kínai, kettő egyiptomi volt, négy másik matróz származására nincs adat.
1944. március 13-án a Peleus nagyjából 1300 kilométerre volt Freetowntól délre. Az 1928-ban épített, fegyverekkel nem rendelkező hajót délután ötkor vette észre a víz felszínén járőröző U-852-es német búvárhajó. A tengeralattjáró parancsnoka, Heinz-Wilhelm Eck kiadta a parancsot a Peleus megközelítésére. Két és fél óra múlva az U-852 támadó pozícióba került, és 19.40-kor két torpedót lőtt a kereskedelmi hajóra. Az első lövedék a Peleus kettes rakterének falát, a második a hármasét szakította át. A hajó három perc alatt elsüllyedt.
A Peleus gyors elmerülése ellenére a legénység több tagjának sikerült a vízbe vetnie magát. Szinte egyikükön sem volt mentőmellény, a hajó vízben úszó maradványaiba, ajtókba, deszkákba kapaszkodtak, néhányuknak viszont sikerült az elszabadult mentőtutajokba mászni. Heinz-Wilhelm Eck úgy döntött, hogy kikérdezi a túlélőket, ezért a tengeralattjáró lassan beúszott a törmelékek közé.
A búvárhajónak sikerült az egyik tutaj mellé állnia, amelyben négy túlélő volt. Közülük Agisz Kefalasz görög harmadtisztet a fedélzetre szólították, aki elmondta, hogy rakomány nélkül tartottak Dél-Amerikába, és mögöttük egy még lassabb hajó halad ugyanebben az irányban. A tisztet visszaengedték a tutajra, és azt mondták neki, hogy másnap az odaérkező brit hajó majd megtalálja és felszedi őket.

## A „takarítás”
A búvárhajó tornyában ekkor öt ember tartózkodott. Eck, a kapitány, Gerhard Colditz első tiszt, August Hoffmann másodtiszt, Hans Lenz, a főgépész és Walter Weispfenning hajóorvos. A későbbi vallomások szerint Heinz-Wilhelm Eck - tartva attól, hogy a nagy mennyiségű úszó roncs miatt kiderül, tengeralattjáró-támadás érte a Peleust, és emiatt a szövetségesek hajtóvadászatot indítanak hajója után - elhatározta, hogy megpróbálja eltüntetni a nyomokat. Eck két géppuskát rendelt a fedélzetre.
A tengeralattjáró a parancsnok utasítására visszafordult. Amikor a sötétben feltűnt a tutajok sziluettje, Eck ráparancsolt a hajóorvosra, aki az egyik gépfegyvernél állt, hogy lőjön rájuk. Weispfennig engedelmeskedett, és tüzet nyitott egy nagyjából 180 méterre lebegő tutajra. Később Hoffmann másodtiszt is rálőtt a tutajra. Az U-852-es továbbúszott a roncsok között, és tüzet nyitott a sötétben úszó tutajokra, amelyek azonban a találatok ellenére nem süllyedtek el. August Hoffmann emiatt azt javasolta, hogy használják a fedélzeti lövegeket, de Eck a 20 milliméteres légelhárító ikergépágyú bevetésére adott utasítást. Mivel ez sem vált be, kézigránátokat dobtak az úszó tutajok felé. Eközben a hajó belsejében tartózkodó tengerészek nem tudták, mi történik odafent.

## Menekülés
Hajnali egy órakor a búvárhajó teljes sebességgel kezdett távolodni a támadás helyszínétől, ahol öt órát töltött. Eközben a hajóban elterjedt a történtek híre. A legénységen levertség lett úrrá, és Eck is úgy érezte, meg kell magyaráznia, miért döntött a Peleus roncsainak megsemmisítéséről. A tengeralattjáró hangszóróin át arról beszélt a legénységnek, hogy nehéz szívvel hozta meg a döntést, és sajnálatát fejezte ki, ha az elsüllyesztett hajó túlélői meghaltak a tutajok elleni támadásban. A matrózokat arra figyelmeztette, hogy azokra a nőkre és gyerekekre kell gondolniuk, akik a légitámadásokban halnak meg odahaza.
Az U-852-esnek, annak ellenére, hogy rengeteg időt elfecsérelt a roncsok és tutajok hasztalan támadásával, sikerült megszöknie a szövetségesek elől. A hajó a Jóreménység foka felé tartott. 
1944. május 2-án a búvárhajó pályafutása is végére ért: Ádenből felszálló Vickers Wellington bombázók rábukkantak a víz felszínén úszó tengeralattjáróra. A bombák megrongálták a búvárhajót, de még le tudott merülni. Negyedóra múlva azonban kénytelen volt ismét a felszínre emelkedni, és a Wellingtonok újra megtámadták. Az U-852 menthetetlen volt, de Ecknek mégis sikerült partot érnie vele Ras Hafunnál. A kapitány kiadta a parancsot a hajó elhagyására és megsemmisítésére. Ez utóbbi nem sikerült, ráadásul Eck elmulasztotta a hajónapló elpusztítását is. A túlélők brit fogságba kerültek.

## Tárgyalás és ítélet
A tengeralattjáró öt órán át ismétlődő támadásaiban a Peleus több tengerésze meghalt, de négy ember két tutajban életben maradt. Közülük hárman még 1944. április 20-án is éltek, amikor megtalálta őket az Alexandre Silva nevű portugál gőzős. A harmadtiszt a támadás után 25 nappal halt meg sárgalázban és gangrénában.
A hajó a Peleus hajósait az angolai Lobitóba vitte, a britek ekkor tudták meg, hogy mi történt a március 13-áról 14-ére virradó éjszakán. Az, hogy melyik búvárhajó a felelős az akcióért, akkor derült ki, amikor a brit katonák megtalálták az U-852-es hajónaplóját.
Május 17-én, két héttel elfogásuk után, a búvárhajó 34 tengerészét Ádenből Kairóba vitték, ahol megkezdődött az ügy kivizsgálása. A kihallgatások eredményeként június 8-án Angliába szállították repülőgéppel Heinz-Wilhelm Ecket, Hans Lenzt, Walter Weispfenninget, August Hoffmannt és Wolfgang Schwender kormányost. A britek úgy döntöttek, hogy tárgyalásukat a német vereség utánra hagyják, addig szigorúan bizalmasan kezelték az ügyet. A háború után az öt férfit Hamburgba vitték.
1945. október 6-án hivatalosan megvádolták őket háborús bűnök elkövetésével. A vádpontok a következők voltak: figyelmeztetés nélkül torpedóztak meg egy kereskedelmi hajót, holott ezt az első világháború után életbe lépett törvény tiltotta, valamint gépfegyverrel, gránáttal támadtak a túlélőkre. Az U-852-es öt tengerészét német jogászok védték. A védelmet arra építették, hogy hasonló cselekményt szövetséges hajók is elkövettek, Eck csak a tutajok megsemmisítésére, gyilkosságra nem adott utasítást, illetve hadműveleti szükségszerűség volt a roncsok eltüntetése.
A bíróság Heinz-Wilhelm Ecket, Walter Weispfenninget és August Hoffmannt halálra ítélte. A három tengerészt 1945. november 30-án agyonlőtték a hamburgi Altona börtön udvarán. Hans Lenz 1951. december 21-én, Wolfgang Schwender pedig 1952. augusztus 27-én töltötte le börtönbüntetését.

## Kapcsolódó szócikk
- Az HMHS Llandovery Castle elsüllyesztése